# 28 gennaio
Il 28 gennaio è il 28º giorno del calendario gregoriano. Mancano 337 giorni alla fine dell'anno (338 negli anni bisestili).

## Eventi
- 814 - Carlo Magno muore ad Aquisgrana
- 1077 - Dopo l'Umiliazione di Canossa, l'imperatore Enrico IV è ricevuto da papa Gregorio VII
- 1505 - Brucia il Fondaco dei Tedeschi a Venezia
- 1521 - Inizia la Dieta di Worms; durerà fino al 25 maggio
- 1547 - Edoardo VI diventa re d'Inghilterra
- 1573 - Vengono firmati gli articoli della Confederazione di Varsavia, che sanciscono la libertà religiosa in Polonia
- 1788 - A Botany Bay (Australia) viene fondata la prima colonia penale
- 1807 - La strada londinese di Pall Mall è la prima via al mondo ad avere l'illuminazione a gas
- 1846 - Battaglia di Aliwal: le truppe indiane battono i britannici guidati da Sir Harry Smith
- 1855 - La prima locomotiva corre dall'Oceano Atlantico all'Oceano Pacifico lungo la Panama Railway
- 1860 - Viene firmato il Trattato di Managua tra la Gran Bretagna e il Nicaragua
- 1871 - La Francia si arrende e mette fine alla guerra franco-prussiana
- 1887 - A Fort Keogh, nel Montana, vengono avvistati fiocchi di neve di 38 cm di larghezza e 12 cm di spessore.
- 1887 - Iniziano i lavori di costruzione della Torre Eiffel
- 1902 - A Washington, con una donazione da 10 milioni di dollari da parte di Andrew Carnegie, viene fondata la Carnegie Institution
- 1902 - A Créteil viene chiusa l'attività culturale del Gruppo dell'Abbaye
- 1909 - Le truppe degli Stati Uniti lasciano Cuba dopo esservi rimaste fin dalla guerra ispano-americana
- 1915 - Un atto del Congresso crea la Guardia costiera degli Stati Uniti
- 1917 - Gli Stati Uniti cessano la ricerca di Pancho Villa
- 1918 - Inizia la guerra civile finlandese
- 1932 - La Marina imperiale giapponese bombarda Shanghai
- 1935 - L'Islanda diventa la seconda nazione al mondo a legalizzare l'aborto dopo l'Unione Sovietica (1919)
- 1945
  - Seconda guerra mondiale: i rifornimenti iniziano a raggiungere la Cina lungo l'appena riaperta strada birmana.
  - Seconda guerra mondiale: termina l'Offensiva delle Ardenne
- 1958 - Inventati i celeberrimi mattoncini della LEGO
- 1966 - Tragedia di Brema
- 1979 - Deng Xiaoping compie il primo viaggio ufficiale negli Stati Uniti di un rappresentante del governo della Cina popolare
- 1982 - Il generale statunitense James Lee Dozier viene liberato da Unità Speciale Antiterrorismo della Polizia di Stato italiana dopo 42 giorni di prigionia nelle mani delle Brigate Rosse
- 1986 - Lo Space Shuttle Challenger esplode subito dopo il decollo uccidendo tutti e sette gli astronauti a bordo
- 1998
  - La Ford annuncia l'acquisto della Volvo per 6,45 miliardi di dollari
  - In una scuola elementare di Manila nelle Filippine, uomini armati tengono in ostaggio per diverse ore almeno 400 tra bambini e insegnanti
- 2003 - A Bad Mitterndorf, in Austria, Daniela Iraschko è la prima donna a raggiungere i 200 metri nel salto con gli sci
- 2004 - Lord Hutton pubblica il suo rapporto sulla morte dell'ispettore ONU David Kelly
- 2005
  - Bormio, Italia: si aprono i Mondiali di sci alpino 2005
  - A Sydney (Australia) viene ufficialmente presentato Mooter, il primo motore di ricerca a cluster
- 2006 - Crollo del tetto di una fiera a Chorzow nei pressi di Katowice, in Polonia. 66 morti e 141 feriti, molti dei quali gravi
- 2016 - L'Organizzazione mondiale della sanità annuncia il diffondersi del Virus Zika

## Nati
Ci sono circa 1 240 voci su persone nate il 28 gennaio; vedi la pagina Nati il 28 gennaio per un elenco descrittivo o la categoria Nati il 28 gennaio per un indice alfabetico.

## Morti
Ci sono circa 590 voci su persone morte il 28 gennaio; vedi la pagina Morti il 28 gennaio per un elenco descrittivo o la categoria Morti il 28 gennaio per un indice alfabetico.

## Feste e ricorrenze

### Civili
Internazionali:
- Giornata europea della protezione dei dati personali

### Religiose
Cristianesimo:
- San Tommaso d'Aquino, sacerdote e dottore della Chiesa
- Santi Agata Lin Zhao, Gerolamo Lu Tingmei e Lorenzo Wang Bing, martiri
- Sant'Emiliano di Trevi, vescovo
- San Giacomo eremita, in Palestina
- San Giovanni di Reome, abate
- San Giuliano di Cuenca, vescovo
- San Giuseppe Freinademetz, missionario in Cina
- Sant'Isacco di Ninive, vescovo
- San Meallan di Cell Rois
- Beato Bartolomeo Aiutamicristo da Pisa, religioso camaldolese
- Beata Gentile Giusti, madre
- Beato Giovanni de Medina, mercedario
- Beato Julien Maunoir, sacerdote gesuita
- Beata Maria Luisa Montesinos Orduna, vergine e martire
- Beata Olimpia Bida, religiosa e martire ucraina
- Beato Pietro Wong Si-jang, martire

Religione romana antica e moderna:
- Paganalia

Wicca:
- Luna del lupo